# Никифорова Ксенія Володимирівна
Ксе́нія Володи́мирівна Ники́форова (рос. Ксения Владимировна Никифорова) — російський геолог. Доктор геолого-мінералогічних наук.
Працювала в Геологічному інституті АН СРСР. У 1945—1947 роках була вченим секретарем інституту.
За успіхи в розвитку геології Никифорову нагороджено орденом «Знак Пошани» та кількома медалями. 1988 року їй присуджено премію Міністерства геології СРСР за внесок в науково-технічний прогрес у галузі геології.